# Singleton Palmer
Singleton Palmer (St. Louis, 13 november 1913 - aldaar, 8 maart 1993) was een Amerikaanse jazz-trompettist, tubaïst, bassist en bandleider.
Palmer begon als elfjarige jongen op de trompet, later kwamen daar onder meer de contrabas en de tuba bij. Vanaf het eind van de jaren twintig speelde hij bij verschillende bandleiders, zoals Oliver Cobb (waarmee hij ook opnames maakte voor Paramount Records en Brunswick), Eddie Johnson's groep Cracker Jack Band (naast bijvoorbeeld Tab Smith), Dewey Jackson en, in de jaren veertig, George Hudson. In 1947 werd hij lid van het orkest van Count Basie, waar hij tot rond 1950 contrabas speelde om vervolgens een eigen groep te beginnen, Dixieland Six. Met deze band (waarin onder meer Dewey Jackson en Ellington-oudgediende Robert Carter) speelden) was hij actief tot in de jaren tachtig.
Palmer is te horen op opnames van Big Joe Williams, Eddie "Cleanhead" Vinson en Anita O'Day.

## Discografie
- At the Opera House, Norman, 1963
- Sing Swings, 1964